# Eparchie Sainte-Croix-de-Paris
Die Eparchie Sainte-Croix-de-Paris (lat.: Eparchia Sanctae Crucis Lutetiae Parisiorum armenisch Փարիզի Սուրբ Խաչ թեմի) ist eine in Frankreich gelegene Eparchie der armenisch-katholischen Kirche mit Sitz in Paris. Die Kathedrale der Eparchie befindet sich im Marais-Viertel im 3. Pariser Arrondissement (Rue du Perche, 13).
Am 22. Juli 1960 wurde die Eparchie als apostolisches Exarchat Frankreich für den armenischen Ritus begründet. Am 30. Juni 1986 änderte das Exarchat seinen Namen in die heutige Form.
Die Eparchie ist ein immediates Bistum und damit dem Papst direkt unterstellt, gehört also keiner Kirchenprovinz an.

## Bischöfe
- Garabed Amadouni, Apostolischer Exarch, 1960–1971
- Grégoire Ghabroyan ICPB, 1977–2013
- Jean Teyrouz ICPB, 2013–2018
- Elie Yéghiayan ICPB, seit 2018